# Polônia nos Jogos Olímpicos de Inverno de 2006
A Polônia mandou 45 competidores para os Jogos Olímpicos de Inverno de 2006, em Turim, na Itália. A delegação conquistou 2 medalhas no total, sendo uma de prata e uma de bronze. A medalha de prata foi conquistada pelo biatleta Tomasz Sikora na prova de Largada coletiva masculina e a de bronze pelo esquiadora Justyna Kowalczyk na prova de Largada coletiva feminina do esqui cross-country.

## Medalhas
| Atleta            | Esporte             | Evento                     | Medalha |
| ----------------- | ------------------- | -------------------------- | ------- |
| Tomasz Sikora     | Biatlo              | Largada coletiva masculina | Prata   |
| Justyna Kowalczyk | Esqui cross-country | Largada coletiva feminina  | Bronze  |

## Desempenho

### Biatlo
| Atleta                                                               | Evento                     | Final     | Final    | Final            |
| Atleta                                                               | Evento                     | Tempo     | Pen.     | Pos.             |
| -------------------------------------------------------------------- | -------------------------- | --------- | -------- | ---------------- |
| Grzegorz Bodziana                                                    | Velocidade masculino       | 30:08.4   | 1        | 68               |
| Grzegorz Bodziana                                                    | Individual masculino       | 1:03:39.6 | 5        | 72               |
| Magdalena Grzywa                                                     | Individual feminino        | 1:00:41.3 | 7        | 71               |
| Magdalena Gwizdon                                                    | Velocidade feminino        | 23:54.7   | 1        | 20               |
| Magdalena Gwizdon                                                    | Perseguição feminino       | 41:12.62  | 4        | 21               |
| Magdalena Gwizdon                                                    | Largada coletiva feminina  | 45:59.5   | 5        | 29               |
| Magdalena Gwizdon                                                    | Individual feminino        | 55:17.5   | 4        | 33               |
| Magdalena Nykiel                                                     | Velocidade feminino        | 25:32.2   | 1        | 56               |
| Magdalena Nykiel                                                     | Perseguição feminino       | +1 volta  | +1 volta | +1 volta         |
| Krystyna Palka                                                       | Velocidade feminino        | 24:07.3   | 1        | 25               |
| Krystyna Palka                                                       | Perseguição feminino       | 43:26.56  | 6        | 37               |
| Krystyna Palka                                                       | Largada coletiva feminina  | 46:31.5   | 3        | 30               |
| Krystyna Palka                                                       | Individual feminino        | 51:50.7   | 0        | 5                |
| Michael Piecha                                                       | Velocidade masculino       | 30:08.4   | 1        | 68               |
| Krzysztof Plywaczyk                                                  | Individual masculino       | 1:04:12.9 | 4        | 75               |
| Katarzyna Ponikwia                                                   | Velocidade feminino        | 26:17.3   | 1        | 63               |
| Katarzyna Ponikwia                                                   | Individual feminino        | 57:32.7   | 4        | 56               |
| Tomasz Sikora                                                        | Velocidade masculino       | 27:54.3   | 2        | 19               |
| Tomasz Sikora                                                        | Perseguição masculino      | 37:31.61  | 6        | 18               |
| Tomasz Sikora                                                        | Largada coletiva masculina | 47:26.3   | 1        | Medalha de prata |
| Tomasz Sikora                                                        | Individual masculino       | 57:22.1   | 3        | 21               |
| Wieslaw Ziemianin                                                    | Velocidade masculino       | 28:10.1   | 0        | 25               |
| Wieslaw Ziemianin                                                    | Perseguição masculino      | 38:42.36  | 1        | 28               |
| Wieslaw Ziemianin                                                    | Individual masculino       | 1:01:16.0 | 4        | 53               |
| Wieslaw Ziemianin Tomasz Sikora Michael Piecha Krzysztof Plywaczyk   | Revezamento masculino      | 1:26:57.0 | 12       | 13               |
| Krystyna Palka Magdalena Gwizdon Katarzyna Ponikwia Magdalena Grzywa | Revezamento feminino       | 1:20:29.3 | 8        | 7                |

### Bobsleigh
| Atleta                                                          | Evento             | Final      | Final      | Final      | Final      | Final   | Final |
| Atleta                                                          | Evento             | 1ª corrida | 2ª corrida | 3ª corrida | 4ª corrida | Total   | Pos.  |
| --------------------------------------------------------------- | ------------------ | ---------- | ---------- | ---------- | ---------- | ------- | ----- |
| Dawid Kupczyk Michał Zblewski Mariusz Latkowski Marcin Płacheta | Equipes masculinas | 55.89      | 55.79      | 55.85      | 55.49      | 3:43.02 | 15    |

### Esqui alpino
| Atletas               | Evento                  | Final      | Final      | Final      | Final   | Final |
| Atletas               | Evento                  | 1ª Corrida | 2ª Corrida | 3ª Corrida | Total   | Pos.  |
| --------------------- | ----------------------- | ---------- | ---------- | ---------- | ------- | ----- |
| Michal Kalwa          | Downhill masculino      |            |            |            | 1:56.81 | 44    |
| Michal Kalwa          | Super-G masculino       |            |            |            | 1:36.25 | 45    |
| Michal Kalwa          | Slalom masculino        | 59.82      | DNF        | DNF        | DNF     | DNF   |
| Michal Kalwa          | Combinado masculino     | 1:42.72    | DNF        | DNF        | DNF     | DNF   |
| Dagmara Krzyzynska    | Slalom gigante feminino | 1:03.86    | 1:12.05    |            | 2:15.91 | 25    |
| Katarzyna Karasinkska | Slalom feminino         | 45.41      | 48.89      |            | 1:34.30 | 30    |

### Esqui cross-country
| Atleta                          | Evento                           | Preliminares | Preliminares | Quartas     | Quartas     | Semifinal   | Semifinal   | Final       | Final             |
| Atleta                          | Evento                           | Total        | Pos.         | Total       | Pos.        | Total       | Pos.        | Total       | Pos.              |
| ------------------------------- | -------------------------------- | ------------ | ------------ | ----------- | ----------- | ----------- | ----------- | ----------- | ----------------- |
| Justyna Kowalczyk               | Clássico feminino                |              |              |             |             |             |             | DNF         | DNF               |
| Justyna Kowalczyk               | Perseguição combinada feminina   |              |              |             |             |             |             | 43:25.6     | 8                 |
| Justyna Kowalczyk               | Largada coletiva feminina        |              |              |             |             |             |             | 1:22:27.5   | Medalha de bronze |
| Justyna Kowalczyk               | Velocidade individual feminino   | 2:21.19      | 44           | Não avançou | Não avançou | Não avançou | Não avançou | Não avançou | 44                |
| Maciej Kreczmer                 | Velocidade individual masculino  | 2:20.83      | 33           | Não avançou | Não avançou | Não avançou | Não avançou | Não avançou | 33                |
| Janusz Krezelok                 | Clássico masculino               |              |              |             |             |             |             | 40:24.5     | 26                |
| Janusz Krezelok                 | Velocidade individual masculino  | 2:20.04      | 23 Q         | 2:21.6      | 4           | Não avançou | Não avançou | Não avançou | 19                |
| Maciej Kreczmer Janusz Krezelok | Velocidade por equipes masculino |              |              |             |             | 17:27.1     | 5 Q         | 17:26.3     | 7                 |

### Luge
| Atleta                              | Evento               | Final      | Final      | Final      | Final      | Final    | Final |
| Atleta                              | Evento               | 1ª corrida | 2ª corrida | 3ª corrida | 4ª corrida | Total    | Pos.  |
| ----------------------------------- | -------------------- | ---------- | ---------- | ---------- | ---------- | -------- | ----- |
| Ewelina Staszulonek                 | Individual masculino | 48.653     | 47.666     | 48.293     | 47.567     | 3:12.179 | 15    |
| Krzysztof Lipiński Marcin Piekarski | Duplas               | 49.829     | 48.616     |            |            | 1:38.445 | 17    |

### Patinação artística
| Atleta                         | Evento | Programa curto | Programa curto | Programa longo | Programa longo | Total  | Total |
| Atleta                         | Evento | Pontos         | Pos.           | Pontos         | Pos.           | Pontos | Pos.  |
| ------------------------------ | ------ | -------------- | -------------- | -------------- | -------------- | ------ | ----- |
| Dorota Zagórska Mariusz Siudek | Duplas | 56.10          | 9              | 109.85         | 8              | 165.95 | 9     |

| Atleta                      | Evento        | Dança obrigatória | Dança obrigatória | Dança original | Dança original | Dança livre | Dança livre | Total  | Total |
| Atleta                      | Evento        | Pontos            | Pos.              | Pontos         | Pos.           | Pontos      | Pos.        | Pontos | Pos.  |
| --------------------------- | ------------- | ----------------- | ----------------- | -------------- | -------------- | ----------- | ----------- | ------ | ----- |
| Aleksandra Kauc Michał Zych | Dança no gelo | 24.93             | 21                | 42.06          | 22             | 69.61       | 22          | 136.60 | 21    |

### Patinação de velocidade
Individual
| Atleta              | Evento           | 1ª corrida | 1ª corrida | 2ª corrida | 2ª corrida | Final   | Final |
| Atleta              | Evento           | Tempo      | Pos.       | Tempo      | Pos.       | Tempo   | Pos.  |
| ------------------- | ---------------- | ---------- | ---------- | ---------- | ---------- | ------- | ----- |
| Konrad Niedźwiedzki | 1000 m masculino |            |            |            |            | 1:09.95 | 13    |
| Konrad Niedźwiedzki | 1500 m masculino |            |            |            |            | 1:48.09 | 12    |
| Maciej Ustynowicz   | 500 m masculino  | 36.09      | 26         | 51.92      | 37         | 1:28.01 | 36    |
| Maciej Ustynowicz   | 1000 m masculino | DSQ        | DSQ        | DSQ        | DSQ        | DSQ     | DSQ   |
| Artur Waś           | 500 m masculino  | 36.43      | 33         | 36.61      | 35         | 1:13.04 | 32    |
| Katarzyna Wójcicka  | 1000 m feminino  |            |            |            |            | 1:17.28 | 8     |
| Katarzyna Wójcicka  | 1500 m feminino  |            |            |            |            | 1:59.96 | 11    |
| Katarzyna Wójcicka  | 3000 m feminino  |            |            |            |            | 4:09.61 | 10    |
| Katarzyna Wójcicka  | 5000 m feminino  |            |            |            |            | 7:28.09 | 16    |
| Paweł Zygmunt       | 5000 m masculino |            |            |            |            | 6:35.01 | 18    |

### Patinação de velocidade em pista curta
| Atleta          | Evento           | Preliminar | Preliminar | Quartas     | Quartas     | Semifinal   | Semifinal   | Final       | Final |
| Atleta          | Evento           | Tempo      | Pos.       | Tempo       | Pos.        | Tempo       | Pos.        | Tempo       | Pos.  |
| --------------- | ---------------- | ---------- | ---------- | ----------- | ----------- | ----------- | ----------- | ----------- | ----- |
| Dariusz Kulesza | 500 m masculino  | 43.416     | 2 Q        | DSQ         | DSQ         | DSQ         | DSQ         | DSQ         | DSQ   |
| Dariusz Kulesza | 1000 m masculino | 1:29.102   | 2 Q        | 1:30.556    | 4           | Não avançou | Não avançou | Não avançou | 11    |
| Dariusz Kulesza | 1500 m masculino | 2:24.118   | 5          | Não avançou | Não avançou | Não avançou | Não avançou | Não avançou | 22    |

### Salto de esqui
| Atleta                                            | Evento                  | Preliminar | Preliminar | 1ª rodada   | 1ª rodada   | Final       | Final       | Final |
| Atleta                                            | Evento                  | Pontos     | Pos.       | Pontos      | Pos.        | Pontos      | Total       | Pos.  |
| ------------------------------------------------- | ----------------------- | ---------- | ---------- | ----------- | ----------- | ----------- | ----------- | ----- |
| Stefan Hula                                       | Pista normal individual | 115.5      | 27 Q       | 102.5       | 29          | Não avançou | Não avançou | 29    |
| Adam Małysz                                       | Pista normal individual | 130.5      | 4 PQ       | 130.0       | 8 Q         | 131.0       | 261.0       | 7     |
| Adam Małysz                                       | Pista longa individual  | 114.1      | 11 PQ      | 111.4       | 10 Q        | 111.3       | 222.7       | 14    |
| Robert Mateja                                     | Pista normal individual | 127.0      | 4 Q        | 115.0       | 28 Q        | 114.0       | 229.0       | 25    |
| Robert Mateja                                     | Pista longa individual  | 80.3       | 28 Q       | 84.8        | 38          | Não avançou | Não avançou | 38    |
| Rafał Śliż                                        | Pista longa individual  | 63.1       | 43         | Não avançou | Não avançou | Não avançou | Não avançou | 43    |
| Kamil Stoch                                       | Pista normal individual | 122.5      | 11 Q       | 125.5       | 15 Q        | 121.5       | 247.0       | 16    |
| Kamil Stoch                                       | Pista longa individual  | 83.0       | 27 Q       | 96.2        | 30 Q        | 103.8       | 200.0       | 26    |
| Stefan Hula Adam Małysz Robert Mateja Kamil Stoch | Pista longa por equipes |            |            | 445.2       | 5 'Q        | 449.2       | 894.4       | 5     |

### Skeleton
| Atleta          | Evento   | Final      | Final      | Final   | Final |
| Atleta          | Evento   | 1ª corrida | 2ª corrida | Total   | Pos.  |
| --------------- | -------- | ---------- | ---------- | ------- | ----- |
| Monika Wołowiec | Feminino | 1:02.31    | 1:02.99    | 2:05.30 | 15    |

### Snowboard
Halfpipe
| Atleta          | Evento             | Preliminar | Preliminar | Preliminar | Preliminar | Final       | Final       | Final |
| Atleta          | Evento             | Pontos     | Pos.       | Pontos     | Pos.       | 1ª corrida  | 2ª corrida  | Pos.  |
| --------------- | ------------------ | ---------- | ---------- | ---------- | ---------- | ----------- | ----------- | ----- |
| Paulina Ligocka | Halfpipe feminino  | 31.8       | 11         | 31.8       | 11         | Não avançou | Não avançou | 17    |
| Mateusz Ligocki | Halfpipe masculino | 11.6       | 38         | 4.0        | 38         | Não avançou | Não avançou | 44    |
| Michał Ligocki  | Halfpipe masculino | 11.3       | 40         | 26.9       | 23         | Não avançou | Não avançou | 29    |

Slalom gigante paralelo
| Atleta             | Evento                           | Preliminar | Preliminar | Oitavas          | Quartas          | Semifinal        | Final            | Final |
| Atleta             | Evento                           | Pontos     | Pos.       | Adversário Tempo | Adversário Tempo | Adversário Tempo | Adversário Tempo | Pos.  |
| ------------------ | -------------------------------- | ---------- | ---------- | ---------------- | ---------------- | ---------------- | ---------------- | ----- |
| Blanka Isielonis   | Slalom gigante paralelo feminino | 1:25.87    | 27         | Não avançou      | Não avançou      | Não avançou      | Não avançou      | 27    |
| Jagna Marczułajtis | Slalom gigante paralelo feminino | 1:23.12    | 17         | Não avançou      | Não avançou      | Não avançou      | Não avançou      | 17    |

Snowboard Cross
| Atleta                   | Evento                    | Preliminar | Preliminar | Oitavas | Quartas     | Semifinal   | Final       | Final |
| Atleta                   | Evento                    | Pontos     | Pos.       | Posição | Posição     | Posição     | Posição     | Pos.  |
| ------------------------ | ------------------------- | ---------- | ---------- | ------- | ----------- | ----------- | ----------- | ----- |
| Mateusz Ligocki          | Snowboard cross masculino | 1:21.81    | 13 Q       | 4       | Não avançou | Não avançou | Não avançou | 20    |
| Rafał Skarbek-Malczewski | Snowboard cross masculino | 1:22.07    | 16 Q       | 4       | Não avançou | Não avançou | Não avançou | 22    |

Legenda
| Recorde mundial      | Recorde mundial (World record)               |                       | Recorde africano                      | Recorde africano (African) |                                           | Q | Classificado por posição (Qualified) |
| Recorde olímpico     | Recorde olímpico (Olympic record)            | Recorde da América    | Recorde da América (Americas)         | q                          | Classificado por melhor tempo (Qualified) |   |                                      |
| Melhor marca do ano  | Melhor marca do ano (World leading)          | Recorde asiático      | Recorde asiático (Asian)              | DNS                        | Não largou (Did not start)                |   |                                      |
| Recorde nacional     | Recorde nacional (National record)           | Recorde europeu       | Recorde europeu (European)            | DNF                        | Não terminou (Did not finish)             |   |                                      |
| Recorde pessoal      | Recorde pessoal do atleta (Personal best)    | Recorde da Oceania    | Recorde da Oceania (Oceania)          | DSQ / DQ                   | Desclassificado (Disqualified)            |   |                                      |
| Recorde da temporada | Recorde da temporada do atleta (Season best) | Recorde sul-americano | Recorde sul-americano (South America) | NM                         | Sem marca (No mark)                       |   |                                      |